# 藩府二鄭公子墓
藩府二鄭公子墓位於臺南市南區的桶盤淺墓園內，即過去大南門外的鞍仔庄，1985年8月19日公告為中華民國三級古蹟，後因改制而改為市定古蹟，原臺南縣市合併為直轄市後改為直轄市定古蹟。藩府二字指的是「延平郡王府」，二鄭公子指的是鄭成功四子鄭睿（字聖之）與十子鄭發（字省之）二人。該墓是臺南市列為古蹟的四座古墳之一，另外三座是崇禎十五年（1642年）的曾振暘墓、同為永曆年間鄭家宗族之墓的藩府曾蔡二姬墓與清光緒三年（1877年）的施瓊芳墓。

## 沿革
鄭睿、鄭發二人為鄭成功之子，隨其父一同來臺，然而沒過多久便因水土不服而去世，死時二人均無嗣，合葬此地。到了康熙三十八年（1699年），明鄭時期鄭氏家族與文武官員之墓大多遷回中國大陸，以減少臺灣人民思念故朝之情，然而此墓或因地處偏遠，或因二人無嗣之故，而未被遷移留了下來，與藩府曾蔡二姬墓為僅存於臺的鄭家之墓。
該墓在清朝的方志與文獻中並未被記載，日治時期方始見於連橫的《雅言》一書，而在該書中還記載說在此墓不遠處建有庵和塔。該墓在1930年曾整修過。
二次大戰後，該墓於1952年被臺南市文獻委員會發現並整修，1975年再修，而成今貌。
1985年，藩府二鄭公子墓公告為三級古蹟。
1997年5月，《文化資產保存法》修法，取消三級分制。藩府二鄭公子墓改為「市定古蹟」。
2001年，進行修復。清理腹地範圍，清除表面青苔、重修墓緣，並修補左右曲手因地震風化的龜裂。並於永安路至中華南路建立指示牌。
2010年臺南縣市合併後，成為「直轄市定古蹟」。

## 建築特色
該墓格局遵守規制，由墓埕、供臺、墓碑、左右手和墓塚組成，不過除了墓碑之外皆為民國六十四年（1975年）整修時的東西。墓碑寬77公分，出土部分高1.07公尺，於上面刻著「皇明聖之、省之二鄭公子墓」。

## 外部連結
- 藩府二鄭公子墓 （页面存档备份，存于），文化部文化資產局。